# Velká cena Portugalska silničních motocyklů
Velká cena Portugalska silničních motocyklů je motocyklový závod, který je součástí mistrovství světa silničních motocyklů jako součást Prix silničních motocyklů závodní sezóny.

## Vítězové Grand Prix silničních motocyklů - Portugalsko
| Rok  | Trať    |                | Moto3           | Moto2            | MotoGP            | Report |
| ---- | ------- | -------------- | --------------- | ---------------- | ----------------- | ------ |
| 2023 | Estoril |                | Daniel Holgado  | Pedro Acosta     | Francesco Bagnaia | Report |
| Rok  | Trať    | 80 cc          | 125 cc          | Moto2            | MotoGP            | Report |
| 2011 | Estoril |                | Nicolás Terol   | Stefan Bradl     | Dani Pedrosa      | Report |
| 2010 | Estoril |                | Marc Márquez    | Stefan Bradl     | Jorge Lorenzo     | Report |
| Rok  | Trať    | 80 cc          | 125 cc          | 250 cc           | MotoGP            | Report |
| 2009 | Estoril |                | Pol Espargaró   | Marco Simoncelli | Jorge Lorenzo     | Report |
| 2008 | Estoril |                | Simone Corsi    | Alvaro Bautista  | Jorge Lorenzo     | Report |
| 2007 | Estoril |                | Héctor Faubel   | Alvaro Bautista  | Valentino Rossi   | Report |
| 2006 | Estoril |                | Álvaro Bautista | Andrea Dovizioso | Toni Elías        | Report |
| 2005 | Estoril |                | Mika Kallio     | Casey Stoner     | Alex Barros       | Report |
| 2004 | Estoril |                | Héctor Barberá  | Toni Elías       | Valentino Rossi   | Report |
| 2003 | Estoril |                | Pablo Nieto     | Toni Elías       | Valentino Rossi   | Report |
| 2002 | Estoril |                | Arnaud Vincent  | Fonsi Nieto      | Valentino Rossi   | Report |
| Rok  | Trať    | 80 cc          | 125 cc          | 250 cc           | 500 cc            | Report |
| 2001 | Estoril |                | Manuel Poggiali | Daijiro Kato     | Valentino Rossi   | Report |
| 2000 | Estoril |                | Emilio Alzamora | Daijiro Kato     | Garry McCoy       | Report |
| 1987 | Jerez   | Jorge Martínez | Paolo Casoli    | Anton Mang       | Eddie Lawson      | Report |